# Volkaartsgotepolder
De Volkaartsgotepolder is een polder in de Belgische gemeente Knokke-Heist.
De polder ontstond door inpoldering omstreeks 1240.
Ten oosten ligt de Butspolder.  Ten westen ligt de oudere Monnikenpolder.
Sinds de herbedijking in het begin van de 15de eeuw is het noordelijke deel van de dijk gekend als de Graaf Jansdijk.